# Травкин, Алексей Сергеевич
Алексей Сергеевич Травкин (родился 2 июля 1977 года) — российский регбист, выступавший на позиции пропа. Мастер спорта России международного класса.

## Биография
На протяжении всей своей карьеры выступал за клуб «ВВА-Подмосковье», в его составе стал семикратным чемпионом России (2003, 2004, 2006, 2007, 2008, 2009, 2010). Играл 22 сезона, прежде чем завершить игровую карьеру. В составе сборной России сыграл 56 матчей, занёс единственную попытку 19 апреля 2008 года в матче против Чехии. Участник чемпионата мира 2011 года, сыграл матчи против Италии и Австралии.
В настоящее время является тренером по регби в московской школе «СШОР по игровым видам спорта». Выпускник Колледжа современного управления (2018). Отмечен знаками Губернатора Московской области «Благодарю», «За труды и усердие» и «Во славу спорта».